# Asthenes perijana
Asthenes perijana là một loài chim trong họ Furnariidae.